# Krýa
Krýa (Krya) är en ort i Grekland.   Den ligger i prefekturen Nomós Ioannínon och regionen Epirus, i den nordvästra delen av landet, 300 km nordväst om huvudstaden Aten. Krýa ligger 612 meter över havet och antalet invånare är 434.
Terrängen runt Krýa är bergig åt nordost, men åt sydväst är den kuperad. Runt Krýa är det mycket tätbefolkat, med 1 056 invånare per kvadratkilometer. Närmaste större samhälle är Ioánnina, 6,3 km söder om Krýa. Trakten runt Krýa består till största delen av jordbruksmark.